# Paul Alfred Rapp
Paul Alfred Rapp (* 9. Februar 1933 in Mannheim-Feudenheim; † 25. Juli 2011 in Mannheim) war ein deutscher Diplom-Volkswirt, Träger des Bundesverdienstkreuzes am Bande und der Konradsmedaille des Erzbistums Freiburg. Als Kommunalpolitiker war er von 1975 bis 1994 Mitglied des Gemeinderates der Stadt Mannheim.

## Leben
Alfred Rapp wurde 1933 in Mannheim-Feudenheim als Sohn des Maurers Paul Rapp und seiner Ehefrau Hedwig Rapp (geb. Geier) in der Scharnhorststraße geboren. Er besuchte von 1939 bis 1943 die Volksschule Mannheim-Feudenheim und dann das Lessing-Gymnasium in Mannheim. 1953 beendete er seine Schulzeit mit dem Abitur. Am Lessing-Gymnasium war „Fips“ Rohr sein Sportlehrer. 1949 wurde er Mitglied des Schülerrats und zu dessen Stellvertretendem Vorsitzenden gewählt. In dieser Zeit wurde eine neue Schülerratssatzung formuliert und verabschiedet und das erste Landheimfest der Schule in der Nachkriegszeit veranstaltet.
1953 bis 1955 absolvierte er eine Lehre bei der Zellstoffwerke Waldhof AG (ZeWa) mit dem Abschluss als Industriekaufmann. In dieser Zeit war er Sprecher der kaufmännischen Lehrlinge. 
Im Sommersemester 1955 begann er sein Studium in Heidelberg an der Ruprecht-Karls-Universität in Volkswirtschaftslehre. Bis zum Sommersemester 1958 konzentrierte er sich vor allem auf die Fächer Wirtschaftspolitik, Finanzwissenschaft und Internationale Geldpolitik und bestand die Prüfung zum Diplom-Volkswirt mit der Note gut.
Bereits während der Schulzeit und später im Studium arbeitete er bei verschiedenen Mannheimer Unternehmen, unter anderem bei Anton Noll Bauunternehmung, OEG Mannheim, Brown Boveri & Cie. (BBC) und Zellstofffabrik Waldhof.
Ab 1959 wurde er als Diplom-Volkswirt für die Deutsche Bank AG tätig, und nach Stationen in Schwäbisch Gmünd und Kaiserslautern leitete er ab 1968 die Kreditabteilung in Ludwigshafen am Rhein mit Prokura. 1973 wurde er zum Abteilungsdirektor ernannt. 1983 feierte er sein 25-jähriges Dienstjubiläum und ging 1993 in den Ruhestand.
Alfred Rapp war verheiratet und lebte mit seiner Frau Irmengard und drei Söhnen in Mannheim.

## Politische und ehrenamtliche Tätigkeit
1953 trat Alfred Rapp mit 20 Jahren der CDU Mannheim bei. 1959 bis 1962 wurde er in den Bezirksbeirat von Mannheim-Feudenheim gewählt und war in dieser Zeit Mitglied des erweiterten Kreisvorstandes der CDU Mannheim. Bedingt durch seine berufliche Tätigkeit in Schwäbisch Gmünd und Kaiserslautern kehrte er erst ab 1968 in die Mannheimer Politik zurück. Von 1969 bis 1975 war er wieder als Bezirksbeirat für Mannheim-Feudenheim tätig. Von 1972 bis 1975 wurde er zum Stellvertretenden Kreisvorsitzenden der Mannheimer CDU gewählt, und ab 1975 bis 1994 war er Mitglied des Gemeinderates der Stadt Mannheim. Ab 1984 war er Mitglied des Vorstandes der CDU-Fraktion im Gemeinderat der Stadt Mannheim und von 1989 bis 1994 Stellvertretender Fraktionsvorsitzender. 
In Vertretung des Oberbürgermeisters hat Alfred Rapp Delegationen der Partnerstädte sowohl in Mannheim als auch in Swansea und Toulon betreut. Für seine Verdienste als Stadtrat erhielt er am 8. Dezember 1994 die Bürgermedaille in Silber der Stadt Mannheim. 
Am 25. Oktober 1979 wurde Stadtrat Alfred Rapp mit 62 von 108 abgegebenen Stimmen als CDU-Landtagskandidat In der CDU-Wahlkreisversammlung des Wahlkreises 35 (Mannheim Mitte) im „Kaisergarten“ gewählt. Die CDU-Gremien hatten Stadtrat Gerhard Bloemecke vorgeschlagen, der mit 44 Stimmen bei zwei Enthaltungen unterlag. 
Als Bezirksbeirat und danach als Stadtrat setzte sich Rapp für Feudenheim und Wallstadt ein. Als städtebauliche Kernpunkte wurden die Kulturhalle als Sport-, Fest- und Kongresshalle und die Suedostumgehung gebaut. Das Feudenheim-Gymnasium konnte seit Anfang 1980 die Prüfung für das Abitur in Feudenheim abhalten, die zuvor unter Leitung des Lessing-Gymnasiums stattfand. 
Im Bereich der Raumplanung und Regionalentwicklung war Rapp Mitglied des Vorstandes des Raumordnungsverbandes Rhein-Neckar, eines Vorläufers des Verbandes Region Rhein-Neckar und der heutigen Metropolregion Rhein-Neckar. 
Neben kommunalpolitischen Themen war er vor allem im kirchlichen Bereich engagiert. Als Stellvertretender Vorsitzender der Kirchensteuervertretung des Erzbistums Freiburg konnte er seinen Sachverstand in Finanzfragen einbringen. Er erhielt am 4. Dezember 1995 die Konradsmedaille, die höchste Laienauszeichnung des Erzbistums Freiburg, von Erzbischof Oskar Saier verliehen. Mit seiner Frau engagierte er sich auch in der Arbeitsgemeinschaft Christlicher Kirchen (ACK). 
Alfred Rapp war Mitglied der Wirtschaftsjunioren der IHK Mannheim-Ludwigshafen, eines bundesland- und IHK-Bezirk-übergreifenden Juniorenkreises, der bei der Industrie- und Handelskammer (IHK) Rhein-Neckar angesiedelt ist.
Rapp war in einer Vielzahl von Vereinen als Mitglied ehrenamtlich tätig und auch als Altstadtrat aktiv.